# Ludwig Brilmayer
Ludwig Brilmayer (* 20. Februar 1892; † unbekannt) war ein deutscher Wirtschaftsführer.

## Werdegang
Brilmayer schloss sein Studium 1921 mit Promotion an der Universität Heidelberg ab. Danach stand er an führender Stelle in der deutschen Kohlenwirtschaft. Ab 1944 war er Geschäftsführer der Oberbayerischen AG für Kohlenbergbau. In dieser Funktion war er nach Ende des Zweiten Weltkriegs maßgeblich am wirtschaftlichen Wiederaufbau des Pechkohlenbergbaus in Bayern beteiligt. Er sicherte die Finanzierung für die Neugestaltung und Rationalisierung der Gruben, so dass die modernsten Anlagen in Deutschland entstanden.
Um dem Wohnraummangel zu begegnen, setzte er sich für das Bergmanns-Siedlungswesen ein.

## Ehrungen
- 1957: Verdienstkreuz 1. Klasse der Bundesrepublik Deutschland

## Quelle
- Bundesarchiv B 122/38472

| Personendaten    | Personendaten               |
| ---------------- | --------------------------- |
| NAME             | Brilmayer, Ludwig           |
| KURZBESCHREIBUNG | deutscher Wirtschaftsführer |
| GEBURTSDATUM     | 20. Februar 1892            |
| STERBEDATUM      | 20. Jahrhundert             |